# Colpochila secreta
Colpochila secreta är en skalbaggsart som beskrevs av Britton 1986. Colpochila secreta ingår i släktet Colpochila och familjen Melolonthidae. Inga underarter finns listade i Catalogue of Life.